# 이수철
이수철(李壽澈, 1966년 5월 20일 ~ 2011년 10월 18일)은 대한민국의 전 축구 선수 및 전 축구 지도자로 현역 시절 울산 HD에서 공격수로 활동했다.

## 선수 시절
1988년 울산 현대 입단 후 1995년까지 7년간 프로 통산 91경기 9골을 기록하며 K리그1 3회 준우승(1988, 1991, 1995) 및 2회 연속 K리그1 3위(1992, 1993) 등의 성적에 일조했다.

## 지도자 시절
은퇴 이후 1996년 김천 상무의 전신인 상무 축구단의 코치로 부임하며 본격적인 지도자 커리어를 시작한 후 2010년까지 김천 상무의 코치로 활동했고 2007년에는 WK리그의 문경 상무, 2011년에는 김천 상무의 감독을 역임하는 등 15년동안 상무 축구의 지도자를 지냈다.
그러나 2011년 대한민국 축구계를 혼란에 빠뜨린 K리그 승부조작 사건과 관련하여 같은 해 7월 11일 공갈 및 뇌물 수수 혐의로 군 검찰에 구속되었고 이후 1심에서는 공갈 및 협박은 무죄를 선고받았으나 뇌물 수수는 유죄로 판결이 나며 징역 2년 및 집행유예 3년을 선고받고 풀려났으며 이로 인하여 당시 코치였던 김태완 현 천안 시티 감독이 감독 대행으로 남은 시즌을 맡았다.

## 사망
비록 1심에서 공갈 및 협박은 무죄로 인정되었으나 뇌물 수수는 유죄로 인정받아 징역 2년 및 집행 유예 3년을 선고받고 석방된 이후 결국 2011년 10월 18일 경기도 성남시 분당구에 있는 자신의 자택에서 자살한 상태로 발견되었다.
K리그 승부 조작 사건으로 인해 당시 광양제철고등학교에 재학 중이던 이 감독의 아들 이광민의 대학 입학이 돌연 취소된 것은 물론 승부조작에 가담한 감독이라는 오해까지도 불러 일으켰고 법정 다툼 비용으로 재정적 문제까지 심각해지면서 결국 이는 극단적인 선택을 한 결정적인 계기가 되고 말았으며 그 이후 슬픔 속에 발인이 엄수된 뒤 경기도 안성시 천주교 공원 묘지에 안장되었다.

## 수상

### 클럽 (선수)
울산 HD
- K리그1 : 준우승 (1988, 1991, 1995), 3위 (1992, 1993)